# Мислиня
Мислиня (словен. Mislinja) — поселение и община в северной части Словении, в исторической области Словенская Каринтия, а с 2005 года входит в состав статистического региона Корошка. По данным переписи 2002 года население всей общины — 4 666 человек.

## Название
Мислиня впервые упоминается в письменных источниках в 1335 и 1404 годах как Misling (и как Missling в 1460 году). Название происходит от более раннего гидронима, *Myslin'a (voda) (буквально 'вода Мислиня'), что указывает на людей, живших вдоль водного потока. Само же слово *Myslinъ происходит от личного имени *Myslь.

## Церкви
В Мислине расположено 2 церкви, обе относятся к приходу Шентиля-под-Туряком. Одна из них посвящена святому Леонарду  и была построена в середине XVII века на месте ранней церкви, впервые упомянутой в документе 1476 года. Вторая церковь воздвигнута во имя святого Акакия. Она была сооружена в XIV веке и сохранилась в почти первозданном виде.

## Массовые захоронения
Мислиня — место 6 известных массовых захоронений в период сразу после окончания Второй мировой войны. Все они содержат останки убитых между 10 и 15 мая 1945 года. Захоронения 1, 2, и 3 (словен. Grobišče ob železniški progi 1, 2, 3) расположены к западу от Мислини, к югу от бывшей железной дороги к Словень-Градецу. Они содержат неизвестное количество жертв. 4-е захоронение (Grobišče ob železniški progi 4) находится на том же участке, но к северу от бывшей железной дороги. Другие 2 захоронения (Grobišče Movže 1, 2) расположены к югу от Мислини. Будучи первоначально противотанковыми рвами, затем они стали могилой для большого количества усташей и хорватских гражданских лиц.  